# Un homme dans la foule
Pour plus de détails, voir Fiche technique et Distribution.
Un homme dans la foule (A Face in the Crowd) est un film américain réalisé par Elia Kazan, sorti en 1957.
En 2008, le film est entré dans le National Film Registry pour conservation à la Bibliothèque du Congrès aux États-Unis.

## Synopsis
Pour alimenter une chronique radiophonique locale intitulée Un homme dans la foule, la jeune Marcia Jeffries va recueillir la parole de prisonniers incarcérés dans une prison de village. L'un d'eux, Larry Rhodes, accepte de chanter contre une remise de peine. Le personnage s'avère d'une éloquence et d'une finesse surprenantes, plein d'humour caustique, et capable d'improviser du blues sur sa guitare. Sous le surnom de Lonesome Rhodes, il se voit proposer une émission de radio quotidienne qui fait un tabac. Son talent charismatique l'amène à crouler sous les propositions d'embauche. Son irrésistible ascension le mène de Memphis à New York, où il agrémente ses shows télévisés de spots publicitaires impertinents. Les hommes politiques commencent à s'intéresser à son emprise sur les foules. Rhodes est progressivement débordé par son succès, mais le soutien indéfectible de Marcia lui permet de poursuivre sa carrière. Rhodes lui propose le mariage, dès qu'il aura divorcé de son ancienne épouse, mais il épouse finalement une groupie de 17 ans, Betty Lou. Rhodes s'investit de plus en plus dans la politique et prend en charge la publicité de campagne d'un sénateur conservateur. Marcia, écœurée par ce que Rhodes est devenu, détruit sa carrière en diffusant à l'antenne ses propos insultants sur ses admirateurs. Tous abandonnent Rhodes, qui reste seul ; même Marcia le quitte pour toujours.

## Fiche technique
- Titre : Un homme dans la foule
- Titre original : A Face in the Crowd
- Réalisation : Elia Kazan
- Scénario : Budd Schulberg d'après une de ses nouvelles, Your Arkansas traveler.
- Production : Elia Kazan
- Musique : Tom Glazer
- Photographie : Gayne Rescher et Harry Stradling Sr.
- Costumes : Anna Hill Johnstone
- Montage : Gene Milford
- Pays d'origine : États-Unis
- Format : Noir et blanc
- Genre : Drame
- Durée : 126 minutes
- Date de sortie : 28 mai 1957
- Affiches : Bill Gold (États-Unis), Jean Mascii (France)

## Distribution
- Andy Griffith (VF : René Arrieu) : Larry "Lonesome" Rhodes
- Patricia Neal (VF : Jacqueline Porel) : Marcia Jeffries
- Anthony Franciosa (VF : Claude Bertrand) : Joey
- Walter Matthau (VF : Raymond Loyer) : Mel Miller
- Lee Remick : Betty Lou Fleckum
- Percy Waram : Général Haynesworth
- Paul McGrath : Macey
- Rod Brasfield : Beanie
- Marshall Neilan : Sénateur Worthington Fuller
- Alexander Kirkland : Jim Collier
- Charles Irving : M. Luffler
- Howard Smith : J.B. Jeffries
- Kay Medford : La première épouse de Larry Rhodes
- Big Jeff Bess : Shérif Big Jeff Bess

Actrices non créditées :
- Faye Emerson : elle-même (caméo)
- Diana Sands : une sans abri

## Accueil
Sur Rotten Tomatoes, le film a 88% de critiques positives basées sur 33 critiques pour une moyenne de 8,1/10. Le score d'audience est de 96%, basé sur plus de 5000 critiques.

## Distinction
- National Film Preservation Board en 2008.